# Perpesac
Perpezat és un municipi francès situat al departament del Puèi Domat i a la regió d'Alvèrnia-Roine-Alps. L'any 2007 tenia 380 habitants.

## Demografia

### Població
El 2007 la població de fet de Perpezat era de 380 persones. Hi havia 157 famílies de les quals 40 eren unipersonals (20 homes vivint sols i 20 dones vivint soles), 61 parelles sense fills, 48 parelles amb fills i 8 famílies monoparentals amb fills.
La població ha evolucionat segons el següent gràfic:
Habitants censats

### Habitatges
El 2007 hi havia 268 habitatges, 165 eren l'habitatge principal de la família, 52 eren segones residències i 52 estaven desocupats. 252 eren cases i 15 eren apartaments. Dels 165 habitatges principals, 144 estaven ocupats pels seus propietaris, 12 estaven llogats i ocupats pels llogaters i 8 estaven cedits a títol gratuït; 1 tenia una cambra, 11 en tenien dues, 28 en tenien tres, 47 en tenien quatre i 77 en tenien cinc o més. 119 habitatges disposaven pel capbaix d'una plaça de pàrquing. A 92 habitatges hi havia un automòbil i a 57 n'hi havia dos o més.

### Piràmide de població
La piràmide de població per edats i sexe el 2009 era:
| Homes | Edats   | Dones |
| ----- | ------- | ----- |
| 0     | 95 o +  | 0     |
| 0     | 90 a 94 | 4     |
| 0     | 85 a 89 | 0     |
| 4     | 80 a 84 | 4     |
| 16    | 75 a 79 | 8     |
| 16    | 70 a 74 | 4     |
| 0     | 65 a 69 | 20    |
| 12    | 60 a 64 | 12    |
| 12    | 55 a 59 | 4     |
| 8     | 50 a 54 | 12    |
| 16    | 45 a 49 | 8     |
| 12    | 40 a 44 | 12    |
| 20    | 35 a 39 | 12    |
| 12    | 30 a 34 | 16    |
| 12    | 25 a 29 | 12    |
| 12    | 20 a 24 | 20    |
| 4     | 15 a 19 | 16    |
| 12    | 10 a 14 | 12    |
| 4     | 5 a 9   | 8     |
| 24    | 0 a 4   | 0     |

## Economia
El 2007 la població en edat de treballar era de 224 persones, 173 eren actives i 51 eren inactives. De les 173 persones actives 165 estaven ocupades (87 homes i 78 dones) i 8 estaven aturades (3 homes i 5 dones). De les 51 persones inactives 16 estaven jubilades, 12 estaven estudiant i 23 estaven classificades com a «altres inactius».

### Ingressos
El 2009 a Perpezat hi havia 177 unitats fiscals que integraven 422 persones, la mediana anual d'ingressos fiscals per persona era de 11.114,5 €.

### Activitats econòmiques
Dels 16 establiments que hi havia el 2007, 1 era d'una empresa extractiva, 3 d'empreses de fabricació d'altres productes industrials, 5 d'empreses de construcció, 2 d'empreses de comerç i reparació d'automòbils, 3 d'empreses d'hostatgeria i restauració i 2 d'empreses de serveis.
Dels 7 establiments de servei als particulars que hi havia el 2009, 1 era un taller de reparació d'automòbils i de material agrícola, 2 guixaires pintors, 1 fusteria, 2 lampisteries i 1 restaurant.
L'any 2000 a Perpezat hi havia 61 explotacions agrícoles que ocupaven un total de 3.024 hectàrees.

## Equipaments sanitaris i escolars
El 2009 hi havia una escola elemental.

## Poblacions més properes
El següent diagrama mostra les poblacions més properes.